# José Joaquín Pérez Budar
José Joaquín Pérez Budar (Santiago Juxtlahuaca, Oaxaca, 16 de agosto de 1851 - Ciudad de México, 9 de octubre de 1931) fue un sacerdote cismático mexicano autodenominado patriarca de la Iglesia católica apostólica mexicana entidad que se estableció en el país gracias al apoyo del entonces presidente Plutarco Elías Calles, en orden a rivalizar y separarse de la Iglesia católica apostólica romana.

## Biografía
Pérez Budar procedía del estado de Oaxaca fue comerciante y apoyó en su juventud a Porfirio Díaz, tanto en el fallido plan de La Noria como en el Plan de Tuxtepec, que llevó a Díaz a la presidencia. Fue nombrado posteriormente coronel del ejército mexicano. Se casó a la edad de 22 años, pero su esposa murió tres meses después de la boda. Pérez Budar decidió entonces entrar a un seminario en 1881 y fue ordenado por el obispo de Veracruz. A menudo estaba en problemas con otros eclesiásticos y autoridades civiles, fue encarcelado varias veces después de las peleas, y se hizo también masón y amigo de los protestantes mexicanos que habían entrado a México desde la presidencia de Benito Juárez para "pluralizar" el espectro religioso en México. También se puso en contacto con Eduardo Sánchez Camacho, obispo de Tamaulipas, quien había tratado de configurar una iglesia cismática.  La Iglesia católica lo suspendió temporalmente varias veces o lo trasladó a diversas localidades, hasta que finalmente llegó a Iztapalapa. Durante la Revolución mexicana, fue partidario de Venustiano Carranza.

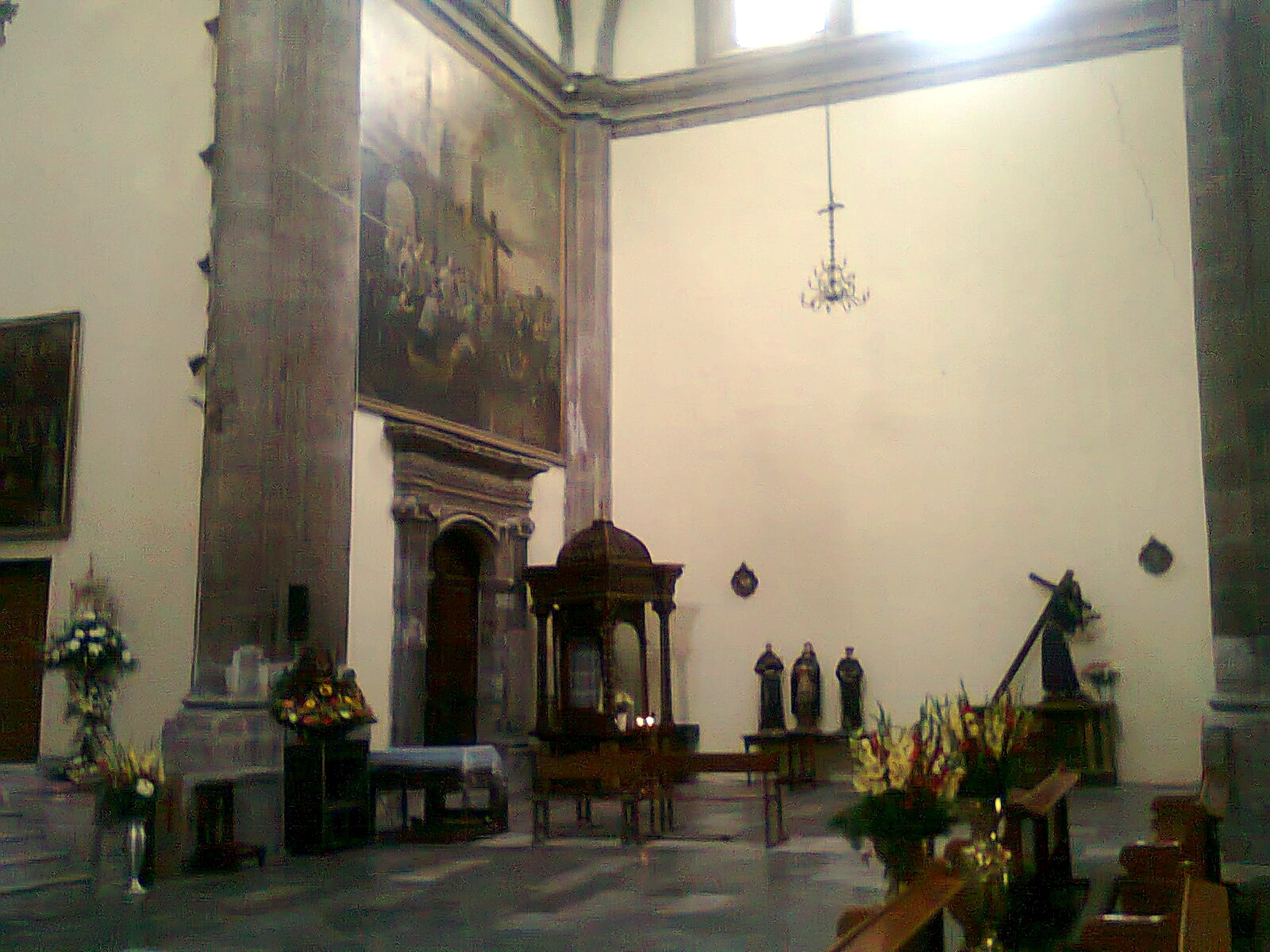
Interior de la iglesia de la Soledad, primera sede de la Iglesia Católica Apostólica Mexicana

El 21 de febrero de 1925 Pérez congregó a un grupo de partidarios de la iglesia de La Soledad, en el barrio de la Merced, en la Ciudad de México, entre quienes se contaban "el sacerdote español Manuel Luis Monge, Antonio Benigno López Sierra, Ricardo Treviño, dirigente de la Federación de Sindicatos Obreros del Distrito Federal, filial de la CROM," y un grupo de seguidores a tomar posesión del recinto. pero a pesar de la protección oficial él y sus "fieles" fueron echados a palos por la feligresía católica. Proclamó la creación de la "Iglesia católica apostólica mexicana".

## Iglesia católica apostólica mexicana

Bandera Cristera

Entre 1926 y 1929 México vivió una guerra civil por motivos religiososː la Cristiada en la que los católicos se levantaron contra el gobierno del presidente Calles. En ese entorno, el patriarca Pérez fundó la "Iglesia católica apostólica mexicana" que debía operar independientemente de la Santa Sede, en Roma, y la autoridad del gobierno mexicano debía reconocerla. Los fieles, como en las religiones protestantes, eran declarados libres de interpretar la Biblia y la liturgia se estableció exclusivamente en español. El celibato fue abolido y todas las actividades religiosas eran completamente gratis: los diezmos eran voluntarios y quienes fueran "sacerdotes" tenían que tener otro trabajo además de ejercer su sacerdocio. De hecho, la veneración de los santos se mantuvo y la Inmaculada Concepción de María como dogma también fue reconocida. 
El arzobispo de la Ciudad de México, José Mora y del Río, condenó a Pérez Budar como un hereje y consideró su creación como una iglesia cismática.
Las razones para fundar esa Iglesia eran para "detener la sangría de millones de pesos que anualmente remitían los católicos mexicanos al Vaticano; para que los sacerdotes mexicanos tengan el derecho de gobernar su propia Iglesia y no sean desplazados por sacerdotes extranjeros de los mejores templos; para establecer el respeto irrestricto a las leyes mexicanas y a la Constitución de 1917..." Esa institución sería "... la Iglesia del pueblo, la Iglesia de todos los humildes." La fecha fijada para hacerlo fue el 21 de febrero de 1925.
Al día siguiente, domingo 22 de febrero, la nueva Iglesia intentó oficiar su primera misa. Los caballeros de la Orden de Guadalupe, pertenecientes a ella, repartieron volantes, textos manuscritos y en máquina de escribir entre los transeúntes y pegaron otros en las puertas del templo. La gente llenó la iglesia a reventar. Cuando apareció Manuel Luis Monge vestido con los ornamentos para oficiar la ceremonia, una mujer le dio una bofetada y lo mordió. Fue la señal para que otros fieles le rompieran un cirio de cera en la cabeza y rasgaran sus vestiduras. Los caballeros de la Orden de Guadalupe lo rescataron y lo llevaron a la sacristía. La multitud enloqueció. La policía hizo vestir de civiles a los sacerdotes cismáticos y los ayudó a salir del templo, evitando su linchamiento.
El 23 de febrero los de la nueva iglesia trataron de recuperar su templo, pero los católicos lo impidieron. El gobierno ordenó al inspector general de policía, general Pedro J. Almada que los protegiera. La lucha entre los católicos y los partidarios de la nueva iglesia estalló. Con el agua de sus mangueras, los bomberos dispersaron a la multitud. 
El resto de febrero y los primeros días de marzo fueron días en los que el patriarca Pérez recibió las adhesiones de sacerdotes en diversas poblaciones de Jalisco, Puebla, Veracruz, Tabasco, Oaxaca, Coahuila, San Luis Potosí, Estado de México, Querétaro e Hidalgo. También varios diputados y senadores de la CROM se pronunciaron a su favor, por considerar que su movimiento era patriótico y legal, "ya que es necesario completar la labor ya realizada de expulsar al gobierno político de España, expulsando también el gobierno religioso de Roma, que vino a nuestro país con la Conquista: 'la independencia mexicana estaba realizada a medias, el 21 de febrero de 1925, José Joaquín Pérez y un grupo de sacerdotes patriotas vinieron a completarla', apuntó la autora Carmona.
El 14 de marzo, para terminar con el conflicto, el presidente Calles hizo que el templo de La Soledad se convirtiera en biblioteca pública  y entregó al patriarca Pérez la iglesia de Corpus Christi, ubicada en Avenida Juárez, frente al Hemiciclo a Juárez, en la Alameda, que estaba ya cerrada al culto religioso, y que hoy alberga al Archivo General de Notarías.
La Iglesia Católica Apostólica Mexicana sólo atrajo a parte del bajo clero y de la feligresía. En Tabasco, con el apoyo del gobernador Tomás Garrido Canabal, tuvo más éxito. "Ante el escaso éxito de su movimiento, la Iglesia Mexicana se incorporará a The North American Old Roman Catholic Church de los Estados Unidos y Pérez Budar se hará llamar patriarca primado de la Iglesia Ortodoxa Católica Apostólica Mexicana. Así fundará templos en varias ciudades norteamericanas. En México, la nueva Iglesia seguirá decreciendo y finalmente diluyendo con la terminación de la guerra cristera... "

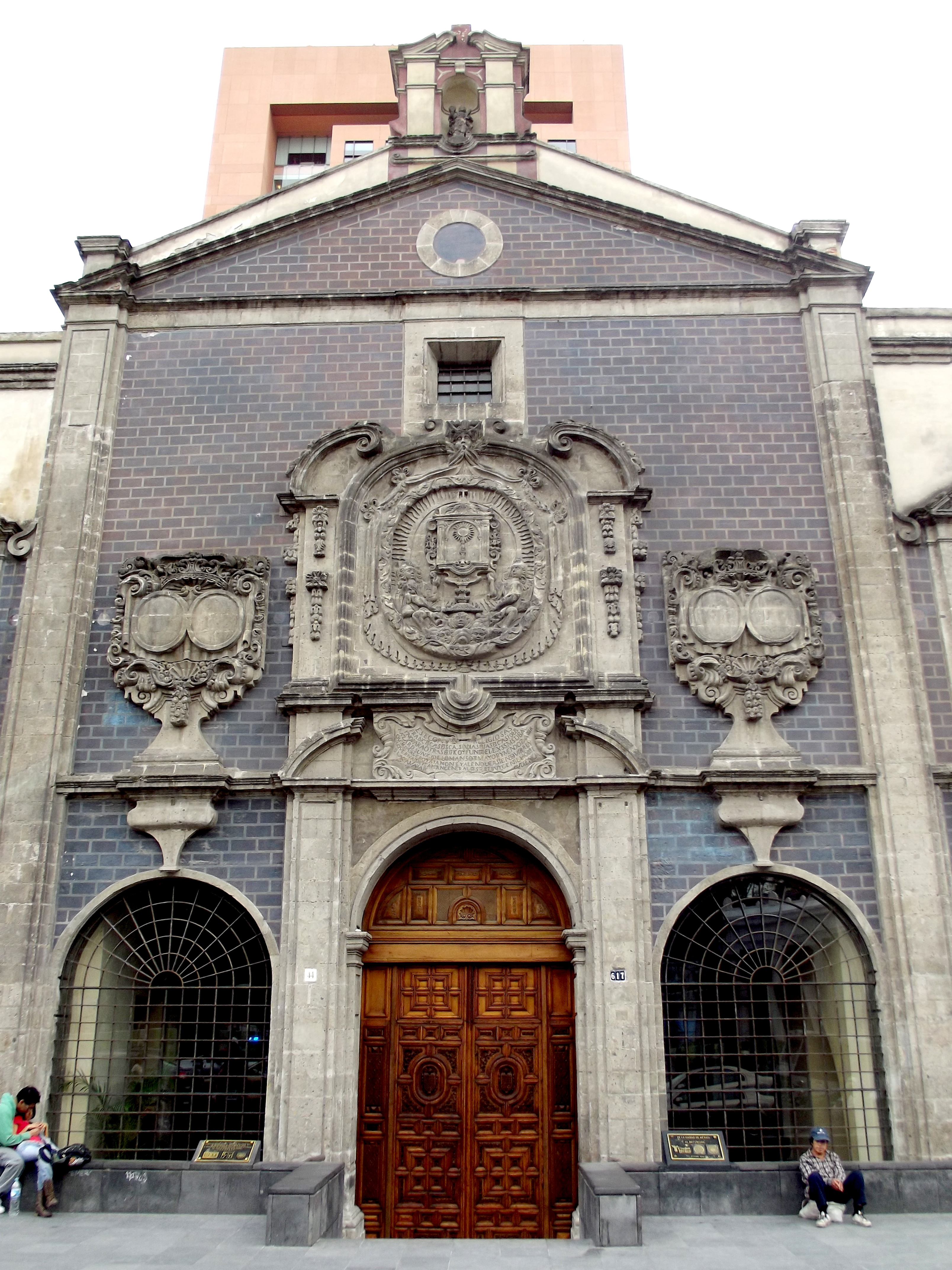
El templo de Corpus Christi, segunda sede de la Iglesia Católica Apostólica Mexicana

Pérez Budar actuó a instancias del presidente Plutarco Elías Calles, en continuos conflictos con la iglesia, y su mano derecha, Luis N. Morones, líder de la influyente Confederación Regional Obrera Mexicana (CROM). Él procedió a establecer su iglesia con el apoyo de Calles y Morones, especialmente por el segundo. Tras de su establecimiento, el llamado Patriarca Pérez trabajó duramente para fortalecer su organización, con la esperanza de que la Iglesia católica nacional pudiera florecer.

## Reconciliación y muerte
Después de que el gobierno mexicano y la Iglesia católica en 1929 llegaron a un acuerdo para terminar con la Guerra Cristera, desapareció la "Iglesia católica apostólica mexicana". El papa Pío XI ignoró el intento de cisma y desde luego a Pérez Budar, quien falleció el 9 de octubre de 1931. Recibió los últimos sacramentos administrados por un sacerdote católico, reconciliándose así con su antigua fe. Fue sepultado en el Panteón Civil de Dolores.